# Gulf Air
Gulf Air (Língua árabe: طيران الشرق الأوسط) é a empresa aérea nacional do Barém.
A história da GULF AIR na aviação vem já desde 1950, quando foi fundada com o nome Gulf Aviation Company. Sendo propriedade do Reino do Barém, Sultanato de Omã e Emirado de Abu Dhabi, a Companhia começou a operar como transportadora local, servindo os campos de petróleo do Golfo e alguns destinos regionais, sendo atualmente uma grande Companhia Aérea a nível global, servindo mais de 50 destinos mundiais. No entanto, seja com 10 ou 100 destinos, aviões de sete lugares ou com a última geração de modernos aviões de longo curso, os objetivos da Companhia mantiveram-se inalterados - um compromisso em operar com as mais avançadas tecnologias da aviação, e manter-se fiel à tradicional hospitalidade Árabe.

## Frota

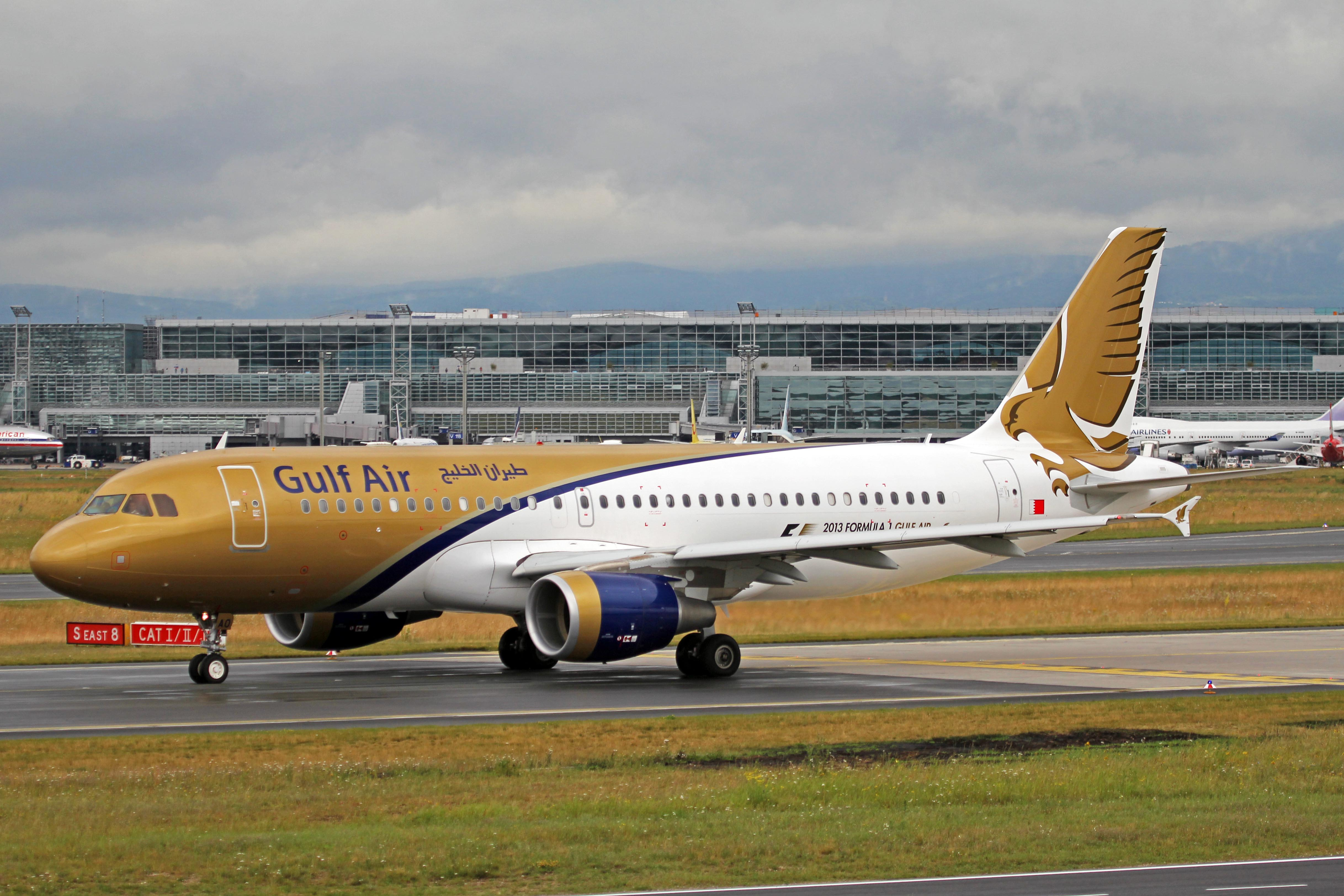
Airbus A320 da Gulf Air.

Em janeiro de 2016.
- 16 Airbus A320-200
- 6 Airbus A321-200
- 6 Airbus A330-200	6

## Acidentes e incidentes
- Voo Gulf Air 771
- Voo Gulf Air 072